# Első Emelet 2
Első Emelet 2 – drugi album zespołu Első Emelet, wydany nakładem Hungarotonu w 1985 roku na MC i LP. W 2004 roku wydano ten album na CD. Album osiągnął status złotej płyty na Węgrzech.

## Lista utworów
1. "A film forog tovább" (4:02)
2. "Édes évek" (4:41)
3. "Szíveltérítés" (3:37)
4. "Időgép" (3:18)
5. "Trópusi éj" (3:45)
6. "Táncosnő" (5:21)
7. "Kutyavilág" (4:00)
8. "Idegenek a városban" (3:05)
9. "Szentivánéji álom" (3:42)
10. "Benő a hős" (2:57)

## Wykonawcy
- Gábor Berkes – instrumenty klawiszowe, wokal
- Csaba Bogdán – gitara, instrumenty klawiszowe, wokal
- Béla Patkó – wokal
- Gábor Kisszabó – gitara basowa, gitara, wokal
- Gábor Szentmihályi – perkusja
- István Tereh – wokal, perkusja